# Tmesipteris oblongifolia
Tmesipteris oblongifolia är en kärlväxtart som beskrevs av A.F.Braithw. Tmesipteris oblongifolia ingår i släktet Tmesipteris och familjen Psilotaceae. Inga underarter finns listade i Catalogue of Life.